# Saliout 7
Saliout 7 est une station spatiale soviétique, dernier exemplaire de la famille des programmes Saliout.
Elle est placée sur une orbite terrestre basse le 19 avril 1982 par  un lanceur Proton.
Occupée de manière semi permanente par six équipages (quatre à deux cosmonautes et deux à trois), chacun y demeurant de deux à huit mois tandis que dix autres leur rendent des visites de 7 à 11 jours.
La station est occupée pendant quatre ans et demi mais reste en orbite pendant neuf ans, jusqu'à sa rentrée atmosphérique le 7 février 1991.
Les équipages réalisent de nombreuses expériences scientifiques et testent l'assemblage de modules de grande taille, dérivés du vaisseau spatial TKS, préfigurant la station Mir.
Vingt-et-une personnes se sont rendues dans la station, dont deux étrangers lors de missions de visite (8 jours) : le Français Jean-Loup Chrétien, en juin 1982, puis l'Indien Rakesh Sharma, en avril 1984.

## Contexte

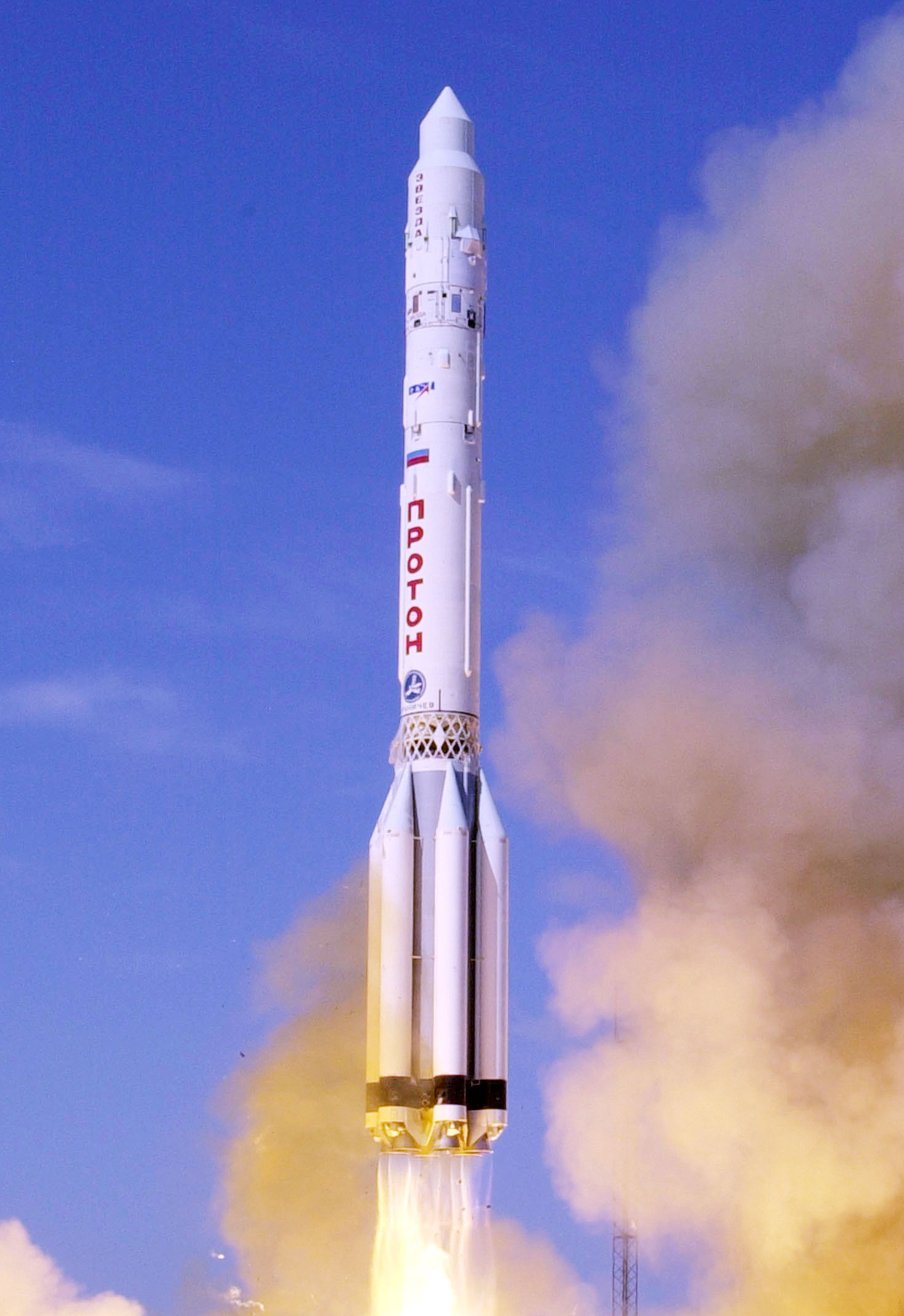
Le lanceur Proton sera utilisé pour lancer toutes les stations Saliout et bien d'autres engins.
Ici, le lancement (en 2000) du module Zvezda, élément de l'ISS.

Le développement de la première station spatiale soviétique se fait initialement pour répondre aux besoins des militaires soviétiques sous l'appellation Almaz.
Lorsque le programme habité soviétique lunaire échoue face au programme Apollo, les dirigeants soviétiques choisissent de mettre en orbite une station spatiale civile dérivée d'Almaz avant que les Américains n'envoient la leur, le Skylab. Ainsi est né le programme Saliout. Parmi les huit stations lancées, trois sont néanmoins des stations à vocation militaire, l'appellation "Saliout" (plutôt qu'Almaz) n'ayant d'autre but que de le dissimuler.
Après des débuts difficiles (la tragédie de Soyouz 11, en 1971, puis la perte de plusieurs modèles), les Soviétiques obtiennent un certain succès avec les stations Saliout 3, 4 et 5 (lancées entre 1974 et 1975). Mais c'est avec Saliout 6 (exploitée de 1977 à 1981) et 7 (qui le sera de 1982 à 1986) qu'ils vont véritablement maitriser tous les aspects des séjours prolongés dans l'espace et acquérir, sur ce chapitre, une véritable supériorité sur les Américains.
Toutefois, les stations Saliout ne comportant qu'un seul module, leur volume utilisable est limité. Constituée, elle, de plusieurs modules, la station Mir leur succédera de 1986 à 2001, accueillant au passage plusieurs astronautes américains.
Saliout 7 est une copie de Saliout 6. Comme elle, et à la différence des précédents modèles, elle dispose de deux ports d'amarrage (un à chaque extrémité), ce qui offre deux gros avantages :
- des relèves d'équipages (les séjours de longue durée s'enchaînent sans que la station reste inoccupée) ;
-  des visites d'équipages (effectuant des passages d'une semaine puis un peu plus, quand apparaîtra en 1980 la nouvelle version du vaisseau Soyouz, le Soyouz-T).

## Structure
La station a été construite initialement pour pouvoir éventuellement remplacer Saliout 6, en cas d'échec de sa mise en orbite, Les responsables soviétiques ont finalement choisi de la lancer, suite du retard pris dans le développement de la station Mir qui devait constituer la nouvelle génération de stations.
Saliout 7 présente donc globalement les mêmes caractéristiques que Saliout 6 :
- Constituée d'un module de plus de 19 tonnes, son espace intérieur offre un volume habitable de 90 m3.
- Elle  dispose de deux ports d'amarrage.

Une fois en orbite, la station a connu différents problèmes techniques, dont la rupture d'une conduite de carburant qui a nécessité une sortie extra-véhiculaire et la perte totale de contrôle, à la suite d'une défaillance électrique pendant une période de non-occupation et qui a nécessité une opération de sauvetage périlleuse mais réussie.

## Déroulement des missions à bord de Saliout 7
Saliout 7 est placée sur orbite le 19 avril 1982 par un lanceur Proton. Six équipages vont s'y succéder effectuant chacun des vols de deux à huit mois.

### L'équipage Berezovoy-Lebedev (mai-décembre 1982)

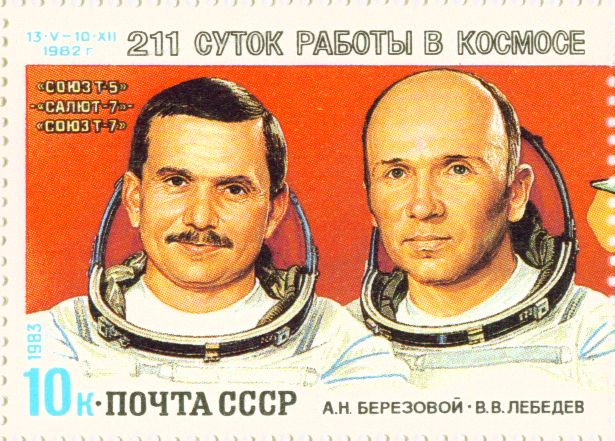
Le premier équipage :
Berezovoï et Lebedev

Le premier équipage permanent composé de Anatoli Berezovoï et Valentin Lebedev est lancé à bord du vaisseau Soyouz T-5 le 13 mai 1982.

Après s'être amarré et avoir mis en ordre de marche la station spatiale, il reçoit le 24 juin le premier vaisseau visiteur. Parmi les trois hôtes de l'équipage permanent figurent le français Jean-Loup Chrétien premier visiteur étranger à ne pas venir d'un pays communiste (Mission spatiale franco-soviétique Saliout 7). Durant les opérations d'amarrage, on frôle la catastrophe. Arrivé à 300 mètres de la station, l'ordinateur de Soyouz T-6 tombe en panne et n'effectue pas le freinage du vaisseau qui poursuit donc sur sa lancée à 30 km/h tout en culbutant sur lui-même. Le pilote Vladimir Djanibekov parvient à dévier le vaisseau qui passe à quelques mètres de la station et évite le choc, puis à stabiliser son orientation avec l'aide des petits moteurs RCS, puis le freiner et l'amarrer à Saliout 7. 

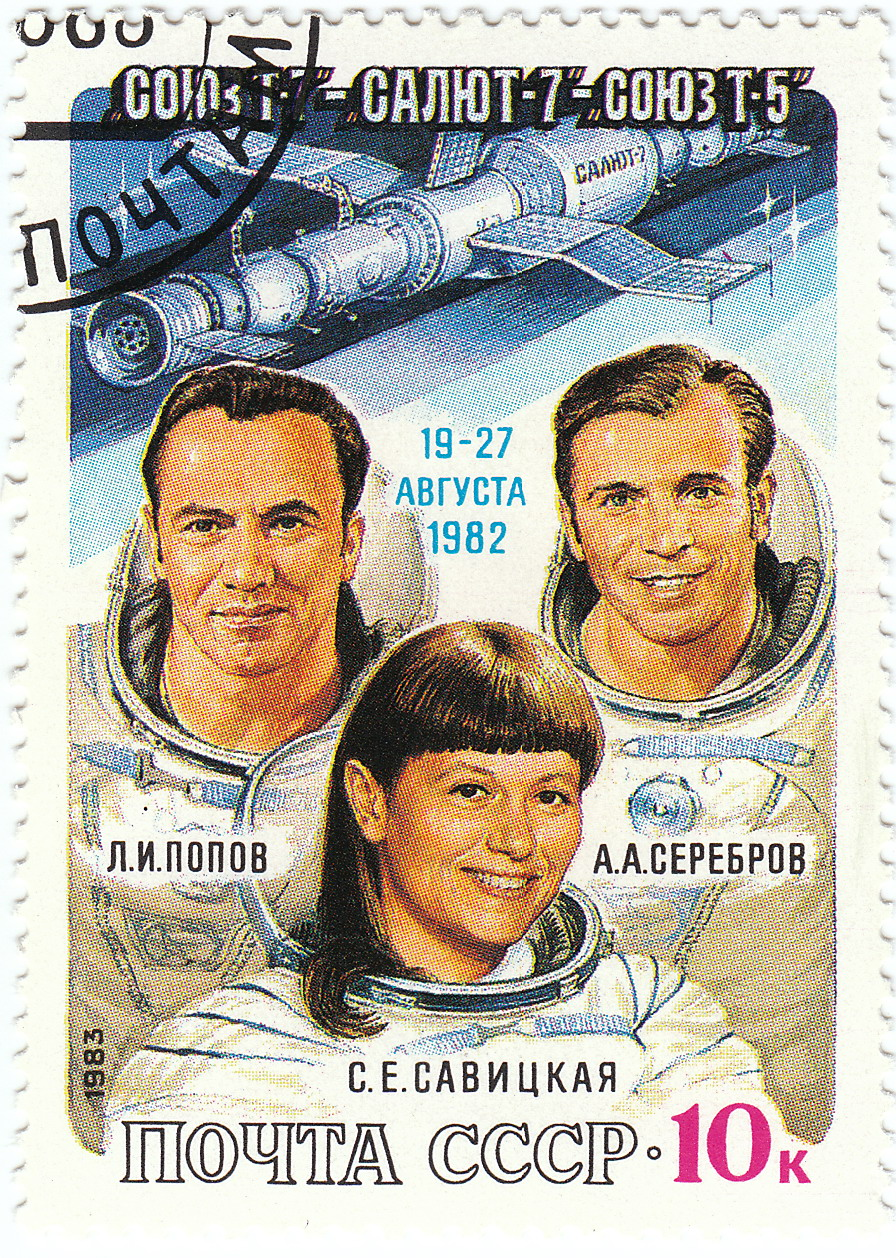
Popov, Serebrov et Savitskaya

L'arrivée de nouvelles têtes est la bienvenue dans la mesure où elle met fin au tête à tête de Berezovoï et Lebedev qui ne s'entendent pas vraiment bien.
Le deuxième équipage de visiteurs est lancé à bord de Soyouz T-7 le 19 août. Il comprend pour la première fois depuis le vol de Valentina Terechkova en 1963 une femme Svetlana Savitskaya. Il s'agit pour les responsables soviétiques d'atténuer l'impact de l'envoi dans l'espace des premières astronautes américaines recrutées pour les vols de la Navette spatiale américaine. Le séjour est bref et les deux hommes de l'équipage permanent doivent de nouveau faire face à leur difficile cohabitation. Lebedev s'occupe de manière obsessionnelle des plantes qui poussent dans différentes serres miniatures.
Berezovoï tombe malade au point qu'on envisage d'interrompre la mission. Les deux hommes sont fortement irrités à l'idée d'être rapatriés sur Terre alors qu'ils sont sur le point d'établir un nouveau record de séjour dans l'espace et qu'ils ont dû se supporter jusque-là. Finalement Berezovoï se rétablit et lorsqu'ils reviennent sur Terre les deux hommes ont établi un nouveau record d'endurance à 211 jours ,.

### L'équipage Liakhov-Aleksandrov (juin-novembre 1983)
La mise en place d'un nouvel équipage permanent va prendre plus de temps que prévu. L'équipage de Soyouz T-8, constitué de Vladimir Titov, Guennadi Strekalov et Aleksandr Serebrov, est lancé le 20 avril 1983. Le vaisseau ne parvient pas à s'amarrer à la station spatiale car les antennes du système de rendez-vous ont été endommagées durant le lancement et l'équipage doit revenir sur Terre.
L'équipage de Soyouz T-9 constitué de Vladimir Liakhov et Aleksandr Pavlovitch Aleksandrov est lancé le 28 juin 1983 et parvient à s'amarrer à la station. Peu avant le cargo spatial de type TKS Cosmos 1443 s'est amarré de manière automatique à la station avec un fret de 3,5 tonnes dont de nouveaux panneaux solaires. Les moteurs de ce vaisseau vont être également utilisés durant son séjour dans l'espace pour rehausser l'altitude de la station spatiale et contrôler son orientation. Un équipage de visiteurs doit aider l'équipage permanent à installer les panneaux solaires.
Le 26 septembre, alors que le vaisseau Soyouz T-10-1 est sur le point d'être lancé, son lanceur prend feu. Titov et Strekalov, qui subissent là un deuxième échec, parviennent in extremis avant l'explosion de la fusée à déclencher l'éjection du vaisseau en déclenchant la mise à feu de la tour de sauvetage. Après avoir subi une accélération de près de 15 g, les cosmonautes se posent à bord de leur capsule à 4 kilomètres du pas de tir. Le vaisseau TKS Cosmos 1443 dispose d'une capsule qui permet de ramener des hommes ou du fret sur Terre qui est remplie par l'équipage permanent avec les résultats d'expériences menées dans la station spatiale représentant une masse de 350 kg.
Le 14 août, Cosmos 1443 se détache de la station puis le véhicule de rentrée VA se détache du vaisseau TKS et réalise des manœuvres dans l'espace durant quatre jours pour démontrer sa capacité à fonctionner de manière autonome. Le 23, la capsule effectue une rentrée atmosphérique et atterrit sans encombre. Le vaisseau principal FGB est détruit durant sa rentrée atmosphérique le 19 septembre 1983. L'équipage permanent effectue deux sorties extravéhiculaires les 1 et 3 novembre pour installer les panneaux solaires. L'équipage permanent ne reçoit aucune visite durant son séjour qui dure 150 jours. Alors que celui-ci tire à sa fin, l'équipage et les contrôleurs au sol constatent qu'un des réservoirs de carburant fuit ce qui limite fortement la capacité de la station à contrôler son orientation. Les responsables soviétiques décident de confier la résolution de ce  problème à  l'équipage suivant et Liakhov et Aleksandrov quittent la station spatiale le 23 novembre après y avoir passé cinq mois.

### L'équipage Kizim-Solovyov-Atkov (février-octobre 1984)

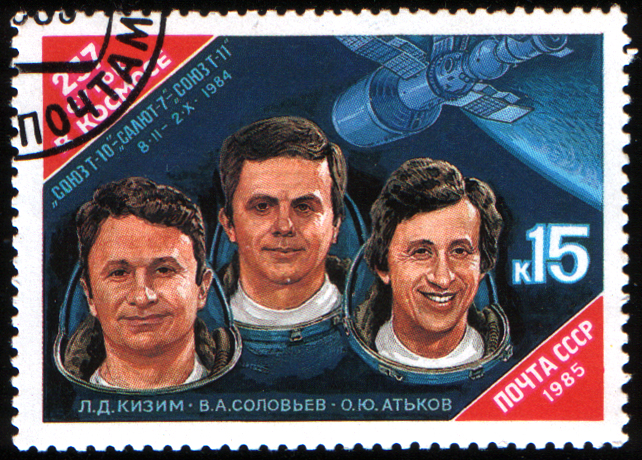
Le troisième équipage :
Kizim, Soloviov et Atkov

Soyouz T-10 est lancé le 8 février 1984 avec un nouvel équipage permanent, composé de trois hommes, pour la première fois depuis 1971 : Leonid Kizim, Vladimir Soloviov et Oleg Atkov. Ce dernier est médecin et il est spécialement chargé d'étudier l'effet de l'apesanteur sur ses collègues et lui-même au cours d'une nouvelle tentative de record de séjour dans l'espace.
Le premier objectif de Kizim et Soloviov est de réparer la fuite de carburant. Au cours de six sorties extravéhiculaires les deux hommes y parviennent et installent de nouveaux panneaux solaires.
Durant leur séjour, les trois hommes  reçoivent deux équipages de visiteurs : le premier, en avril, comprend l'indien Rakesh Sharma, Svetlana Savitskaya, en juillet, fait partie du second. Elle devient alors la première femme à réaliser une sortie extravéhiculaire.
Les trois membres de l'équipage permanent EO-3 reviennent sur Terre le 2 octobre, après avoir établi un nouveau record de durée : 237 jours.

### L'équipage Djanibekov-Savinykh (juin-septembre 1985)
Le 11 février 1985 les contrôleurs au sol du TsUP, qui surveillent la station inoccupée, observent une brusque variation de l'intensité électrique à bord de la station. Une manipulation pour y remédier provoque une série de courts-circuits qui finissent par mettre la station hors service. Les responsables ont le choix entre l'abandonner et attendre le lancement de la station Mir (prévu dans un an) ou tenter une mission de sauvetage. Cette dernière option est finalement retenue.
Quatre mois plus tard, le 6 juin, Vladimir Djanibekov et Viktor Savinykh décollent à bord de Soyouz T-13 et, en une douzaine de jours, remettent Saliout en état (en 2017, cette opération de sauvetage inspirera les auteurs d'un film de fiction à sensation : Saliout 7). C'est donc dans un environnement redevenu normal qu'ils entament ensuite une mission longue.
Le 21 juin, le cargo Progress 24 leur apporte, entre autres, 418 kg de matériel pour une sortie extravéhiculaire. Le 2 août, ils effectuent celle-ci pour monter deux panneaux solaires supplémentaires. Saliout pourra ainsi bénéficier d'un supplément d'énergie.

### L'équipage Vassioutine-Savinykh-Volkov (septembre-novembre 1985)
Trois mois plus tard, le 18 septembre, Djanibekov et Savinykh sont rejoints par Vladimir Vassioutine, Gueorgui Gretchko et Aleksandr Volkov, venus à bord de Soyouz T-14. Le 26, Djanibekov rentre sur Terre avec Gretchko (après 112 jours de vol) tandis que Savinykh reste à bord avec Vassioutine et Volkov, constituant avec eux le quatrième équipage de Saliout. Pour la deuxième fois, trois hommes en assurent la maintenance.
Au bout de deux mois, Vassioutine, le commandant de bord, tombe gravement malade avec une température qui monte à 40 °C. Dans un premier temps, le contrôle au sol temporise mais l'état du cosmonaute s'aggrave et finalement Valeri Rioumine demande à l'équipage de revenir sur Terre. L'atterrissage se déroule le 21 novembre. Vassioutine et Volkov sont restés 65 jours dans l'espace mais Savinhykh 168. Vassioutine est immédiatement hospitalisé et l'on diagnostique une infection de la prostate.
Une mission avec un équipage uniquement féminin était planifiée mais, à la suite de ces événements, elle est abandonnée. L'occasion d'un dernier long séjour à bord de la station est passée car une nouvelle station, Mir, est mise en orbite trois mois plus tard, le 19 février 1986.

### L'équipage Kyzym-Soloviov (mai-juin 1986)
Saliout 7 reçoit toutefois une dernière visite en 1986.  Après avoir activé la station Mir et y avoir passé une cinquantaine de jours, Leonid Kyzym et  Vladimir Soloviov reprennent place dans Soyouz T-15 et rejoignent Saliout 7 le 5 mai. L'objectif est d'achever le travail entrepris par l'équipage précédent et emporter certains des résultats obtenus.
Les 28 et 31 mai, ils réalisent des activités en dehors de la station.
Le 25 juin, après 50 jours passés dans Saliout, ils reviennent achever leur mission dans Mir et regagnent la Terre en juillet.
Cinq ans plus tard, le 7 février 1991, Saliout 7 se consume dans l'atmosphère , devenant le plus gros engin à retomber sur Terre de manière non contrôlée . La station se désintègre au-dessus des Andes et certaines parties, non complètement détruites lors de la rentrée, retombent en Argentine, non loin de la frontière chilienne, sans heureusement faire de victimes.

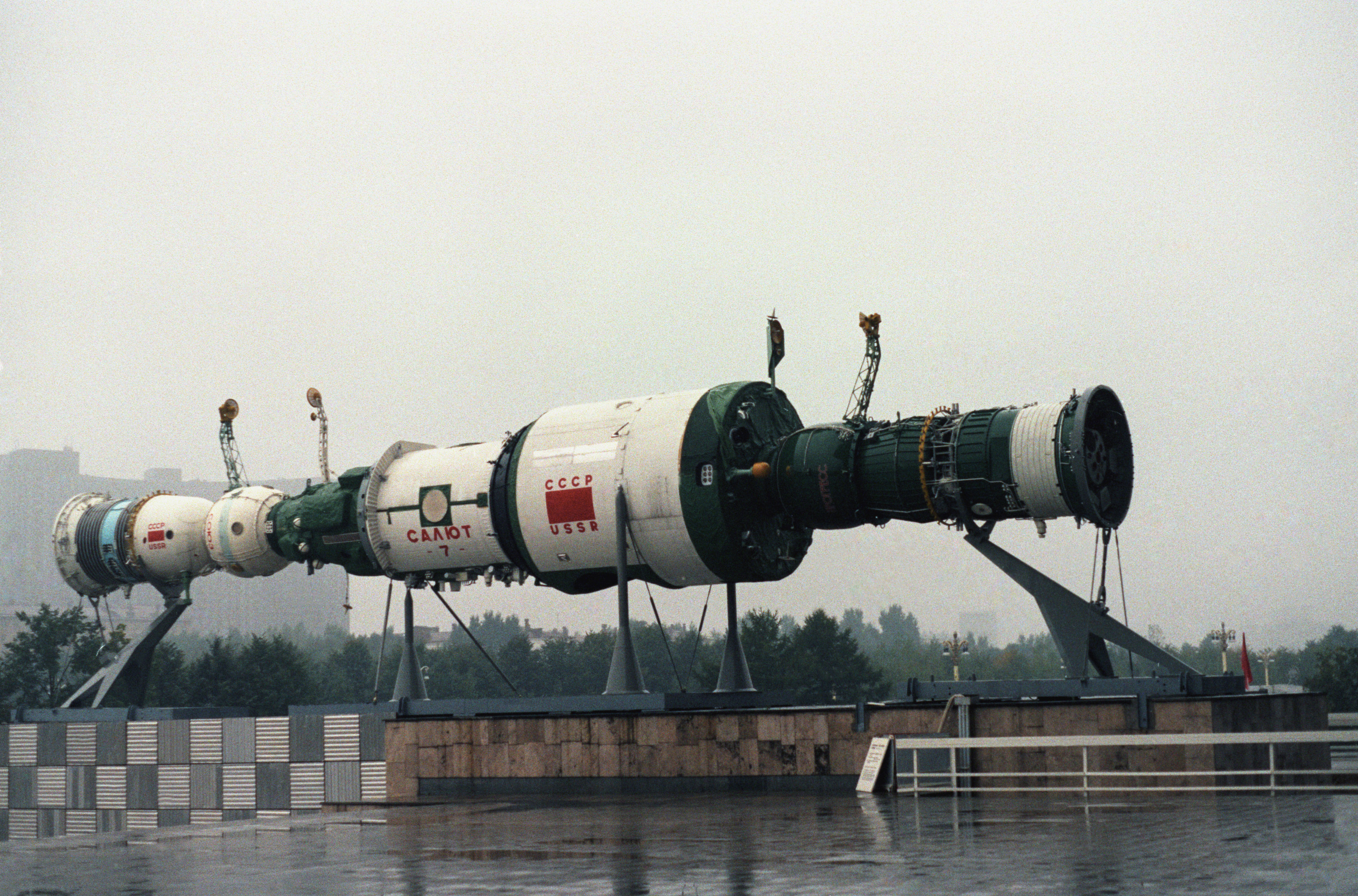
Maquette grandeur nature de la station Saliout 7, à laquelle sont amarrés un vaisseau Soyouz (à gauche) et un cargo Progress (à droite).

## Caractéristiques techniques
La station spatiale Saliout 7 prend la suite de Saliout 6, première station spatiale russe pouvant recevoir des vaisseaux de ravitaillement. Elle avait été construite en même temps que Saliout 6 en tant qu'engin de secours et repose donc sur une structure identique. À ce titre elle dispose de deux ports d’amarrage  situés à chaque extrémité qui permettent à deux vaisseaux de la famille Soyouz (vaisseau Soyouz et cargo spatial Progress) d'être amarrés simultanément. Elle dispose de trois panneaux solaires, deux à angle droit et un dans le prolongement de la station. Des améliorations ont été apportées au modèle Saliout 6 pour accroitre le confort de l'équipage dans la perspective de séjours de plus en plus longs : ajout d'un petit réfrigérateur pour stocker les vivres frais apportés par les vaisseaux de ravitaillement, zones de rangements supplémentaires qui se révéleront toutefois insuffisante sur la durée. Grâce au nouveau modèle de vaisseau Soyouz-T, les visites d'équipages de visiteurs chargés de remplacer le Soyouz arrivant en fin de potentiel par un vaisseau plus récent peuvent être espacées soulageant la charge de travail pour l'équipage permanent. Le Soyouz-T autorise plus de souplesse au niveau des fenêtres de lancement et permet aux visiteurs de séjourner plus longtemps à bord. Les responsables du programme espèrent grâce à cette souplesse opérationnelle accrue que le relais entre deux équipages permanents puisse s'effectuer à bord de la station spatiale, supprimant la nécessité de désactiver puis de réactiver les différents systèmes de la station lors du départ d'un équipage.
- Longueur : environ 16 m
- Diamètre maximal : 4,15 m
- Volume habitable : 90 m3
- Poids au lancement : 19 824 kg
- Lanceur : fusée Proton (trois étages)
- Inclinaison orbitale : 51,6°
- Espace entre les panneaux solaires : 17 m
- Surface de panneaux solaires : 51 m2
- Nombre de panneaux solaires : 3
- Puissance électrique : 4,5 kW
- Vaisseaux de ravitaillement : Soyouz-T, Progress, TKS
- Nombre de points d'amarrage : 2
- Nombre total de missions habitées : 12
- Nombre total de missions non-habitées : 15
- Nombre total de missions longue durée : 6
- Nombre de moteurs principaux : 2
- Puissance des moteurs principaux (chacun) : 2,9 kN

## Liste des équipages de Saliout 7
| Mission             | Type      | Équipage                                                             | Date de lancement                 | Mission aller   | Date de retour                    | Mission retour  | Durée (jours) |
| ------------------- | --------- | -------------------------------------------------------------------- | --------------------------------- | --------------- | --------------------------------- | --------------- | ------------- |
| Saliout 7 - EO-1    | Permanent | Anatoli Berezovoy Valentin Lebedev                                   | 13 mai 1982 09 h 58 05 UTC        | Soyouz T-5      | 10 décembre 1982 19 h 02 36" UTC  | Soyouz T-7      | 211,38        |
| Saliout 7 - EP-1    | Visiteur  | Vladimir Dzhanibekov Aleksandr Ivanchenkov Jean-Loup Chrétien France | 24 juin 1982 16 h 29 48" UTC      | Soyouz T-6      | 2 juillet 1982 14 h 20 40" UTC    | Soyouz T-6      | 7,91          |
| Saliout 7 - EP-2    | Visiteur  | Leonid Popov Alexandre Serebrov Svetlana Savitskaya                  | 19 août 1982 17 h 11 52" UTC      | Soyouz T-7      | 27 août 1982 15 h 04 16" UTC      | Soyouz T-5      | 7,91          |
| Saliout 7 - EO-2    | Permanent | Vladimir Liakhov Alexandre P. Aleksandrov                            | 27 juin 1983 09 h 12 00" UTC      | Soyouz T-9      | 23 novembre 1983 19 h 58 00" UTC  | Soyouz T-9      | 149,45        |
| Saliout 7 - EO-3    | Permanent | Leonid Kizim Vladimir Solovyov Oleg Atkov                            | 8 février 1984 12 h 07 26" UTC    | Soyouz T-10     | 2 octobre 1984 10 h 57 00" UTC    | Soyouz T-11     | 236,95        |
| Saliout 7 - EP-3    | Visiteur  | Yuri Malyshev Gennady Strekalov Rakesh Sharma Inde                   | 3 avril 1984 13 h 08 00" UTC      | Soyouz T-11     | 11 avril 1984 10 h 48 48" UTC     | Soyouz T-10     | 7,90          |
| Saliout 7 - EP-4    | Visiteur  | Vladimir Dzhanibekov Svetlana Savitskaya Igor Volk                   | 17 juillet 1984 17 h 40 54" UTC   | Soyouz T-12     | 29 juillet 1984 12 h 55 30" UTC   | Soyouz T-12     | 11,80         |
| Saliout 7 - EO-4-1a | Permanent | Viktor Savinykh                                                      | 6 juin 1985 06 h 39 52" UTC       | Soyouz T-13 (1) | 21 novembre 1985 10 h 31 00" UTC  | Soyouz T-14 (2) | 168,16        |
| Saliout 7 - EO-4-1b | Permanent | Vladimir Dzhanibekov                                                 | 6 juin 1985 06 h 39 52" UTC       | Soyouz T-13 (1) | 26 septembre 1985 09 h 51 58" UTC | Soyouz T-13     | 112,13        |
| Saliout 7 - EP-5    | Visiteur  | Gueorgui Gretchko                                                    | 17 septembre 1985 12 h 38 52" UTC | Soyouz T-14     | 26 septembre 1985 09 h 51 58" UTC | Soyouz T-13     | 8,88          |
| Saliout 7 - EO-4-2  | Permanent | Vladimir Vasyutin Alexandre Volkov                                   | 17 septembre 1985 12 h 38 52" UTC | Soyouz T-14     | 21 novembre 1985 10 h 31 00" UTC  | Soyouz T-14 (2) | 64,91         |
| Saliout 7 - EO-5    | Permanent | Leonid Kizim Vladimir Solovyov                                       | 13 mars 1986 12 h 33 09" UTC      | Soyouz T-15 (3) | 16 juillet 1986 12 h 34 05" UTC   | Soyouz T-15     | 50 (4)        |

(1) Mission de sauvetage - (2) Mission interrompue - (3) Achèvement des travaux interrompus par l'équipe précédente - (4) 50 jours passés sur Saliout 7 mais 125 jours en tout (51 jours sur Mir et 4 en vol autonome de Soyouz T-15).
- 21 personnes se sont rendues dans la station dont Djanibekov à trois reprises ; Satvitskaïa (seule femme), Kizim et Soloviev à deux reprises.
- Un équipage de trois cosmonautes (Soyouz T-8) a manqué leur cible.

## Liste dessorties extra-véhiculaireseffectuées par les équipages de Saliout 7
| Mission                  | Marcheurs               | Début (UTC)               | Fin (UTC)                 | Durée               | Commentaires                                      |
| ------------------------ | ----------------------- | ------------------------- | ------------------------- | ------------------- | ------------------------------------------------- |
| Saliout 7 - PE-1 - EVA 1 | Lebedev, Berezevoi      | 30 juillet 1982 02 h 39   | 30 juillet 1982 05 h 12   | 2 heures 33 minutes | Récupération d'expériences                        |
| Saliout 7 - PE-2 - EVA 1 | Liakhov, Alexandrov     | 1er novembre 1983 04 h 47 | 1er novembre 1983 07 h 36 | 2 heures 50 minutes | Ajout d'un panneau solaire                        |
| Saliout 7 - PE-2 - EVA 2 | Liakhov, Alexandrov     | 3 novembre 1983 03 h 47   | 3 novembre 1983 06 h 62   | 2 heures 55 minutes | Ajout d'un panneau solaire                        |
| Saliout 7 - PE-3 - EVA 1 | Kizim, Solovyov         | 23 avril 1984 04 h 31     | 23 avril 1984 08 h 46     | 4 heures 20 minutes | Réparation de l'ODU                               |
| Saliout 7 - PE-3 - EVA 2 | Kizim, Solovyov         | 26 avril 1984 02 h 40     | 26 avril 1984 07 h 40     | 4 heures 56 minutes | Réparation de l'ODU                               |
| Saliout 7 - PE-3 - EVA 3 | Kizim, Solovyov         | 29 avril 1984 01 h 35     | 29 avril 1984 04 h 20     | 2 heures 45 minutes | Réparation de l'ODU                               |
| Saliout 7 - PE-3 - EVA 4 | Kizim, Solovyov         | 3 mai 1984 23 h 15        | 4 mai 1984 02 h 00        | 2 heures 45 minutes | Réparation de l'ODU                               |
| Saliout 7 - PE-3 - EVA 4 | Kizim, Solovyov         | 18 mai 1984 17 h 52       | 18 mai 1984 20 h 57       | 3 heures 05 minutes | Ajout d'un panneau solaire                        |
| Saliout 7 - VE-4 - EVA 5 | Savitskaya, Dzhanibekov | 25 juillet 1984 14 h 55   | 25 juillet 1984 18 h 29   | 3 heures 35 minutes | Première SEV pour une femme                       |
| Saliout 7 - PE-3 - EVA 6 | Kizim, Solovyov         | 8 août 1984 08 h 46       | 8 août 1984 13 h 46       | 5 heures 00 minute  | Réparation complète de l'ODU                      |
| Saliout 7 - PE-4 - EVA 1 | Dzhanibekov, Savinykh   | 2 août 1985 07 h 15       | 2 août 1985 12 h 15       | 5 heures 00 minute  | Accroissement des panneaux solaires               |
| Saliout 7 - PE-6 - EVA 1 | Kizim, Solovyov         | 28 mai 1986 05 h 43       | 28 mai 1986 09 h 33       | 3 heures 50 minutes | Test du renforcement, récupération d'échantillons |
| Saliout 7 - PE-6 - EVA 2 | Kizim, Solovyov         | 31 mai 1986 04 h 57       | 31 mai 1986 09 h 57       | 5 heures 00 minute  | Test du renforcement                              |

## Liste des vaisseaux et équipages
(Équipages et vaisseaux lancés, et dates d'atterrissage listées)
- Soyouz T-5 - 13 mai — 27 août 1982
  - Anatoli Berezovoy
  - Valentin Lebedev
- Soyouz T-6 - 24 juin — 2 juillet 1982 — vol InterCosmos (Mission spatiale franco-soviétique Saliout 7)
  - Vladimir Dzhanibekov
  - Aleksandr Ivanchenkov
  - Jean-Loup Chrétien  France
- Soyouz T-7 - 19 août — 10 décembre 1982
  - Leonid Popov
  - Aleksandr Serebrov
  - Svetlana Savitskaya
- Soyouz T-8 - 20-22 avril 1982 — amarrage manqué
  - Vladimir Titov
  - Gennady Strekalov
  - Aleksandr Serebrov
- Soyouz T-9 - 27 juin — 23 novembre 1983
  - Vladimir Liakhov
  - Alexander Alexandrov
- Soyouz T-10-1 - 26 septembre 1983 - lancement avorté
  - Vladimir Titov
  - Gennady Strekalov
- Soyouz T-10 - 8 février — 11 avril 1984
  - Leonid Kizim
  - Vladimir Solovyov
  - Oleg Atkov
- Soyouz T-11 - 3 avril — 2 octobre 1984 - vol Intercosmos
  - Yuri Malyshev
  - Gennady Strekalov
  - Rakesh Sharma  Inde
- Soyouz T-12 - 17-29 juillet 1984
  - Vladimir Dzhanibekov
  - Svetlana Savitskaya
  - Igor Volk
- Soyouz T-13 - 6 juin — 26 septembre 1985
  - Vladimir Dzhanibekov
  - Viktor Savinykh
- Soyouz T-14 - 17 septembre — 21 novembre 1985
  - Vladimir Vasyutin
  - Georgi Grechko
  - Alexander A. Volkov
- Soyouz T-15 - 13 mars — 16 juillet 1986 — a également visité Mir
  - Leonid Kizim
  - Vladimir Solovyov

## Films
Un film documentaire russe, Bataille pour Saliout : Détective de l'espace (en russe : Битва за "Салют": Космический детектив), diffusé pour la première fois à la télévision russe en novembre 2011, controversé, a défendu une thèse sur une possible capture de la station Saliout 7 par une navette spatiale américaine pour la ramener sur Terre à des fins de renseignements.
Le film dramatique russe Salyut 7 sorti en 2017 relate de manière dramatisée un des épisodes les plus marquants de l'histoire de la station Saliout 7 : la mission de Vladimir Djanibekov et Viktor Savinykh mis en orbite le 6 juin 1985 à bord de Soyouz T-13 pour tenter de sauver la station spatiale laissée inoccupée avec laquelle tout contact avait été perdu à la suite d'une panne électrique. Ce film reprend lui aussi la théorie du complot de la capture de la station par une navette américaine.